# Magalhães Teixeira
José Roberto Magalhães Teixeira ComMM (Andradas, 18 de junho de 1937 — Campinas, 29 de fevereiro de 1996), conhecido como Grama, foi um cirurgião-dentista e político brasileiro filiado ao Partido da Social Democracia Brasileira (PSDB). Por São Paulo, foi deputado federal, além de prefeito de Campinas em duas ocasiões. Em Campinas, foi também secretário da Cultura durante o mandato de Francisco Amaral e vereador.

## Trajetória

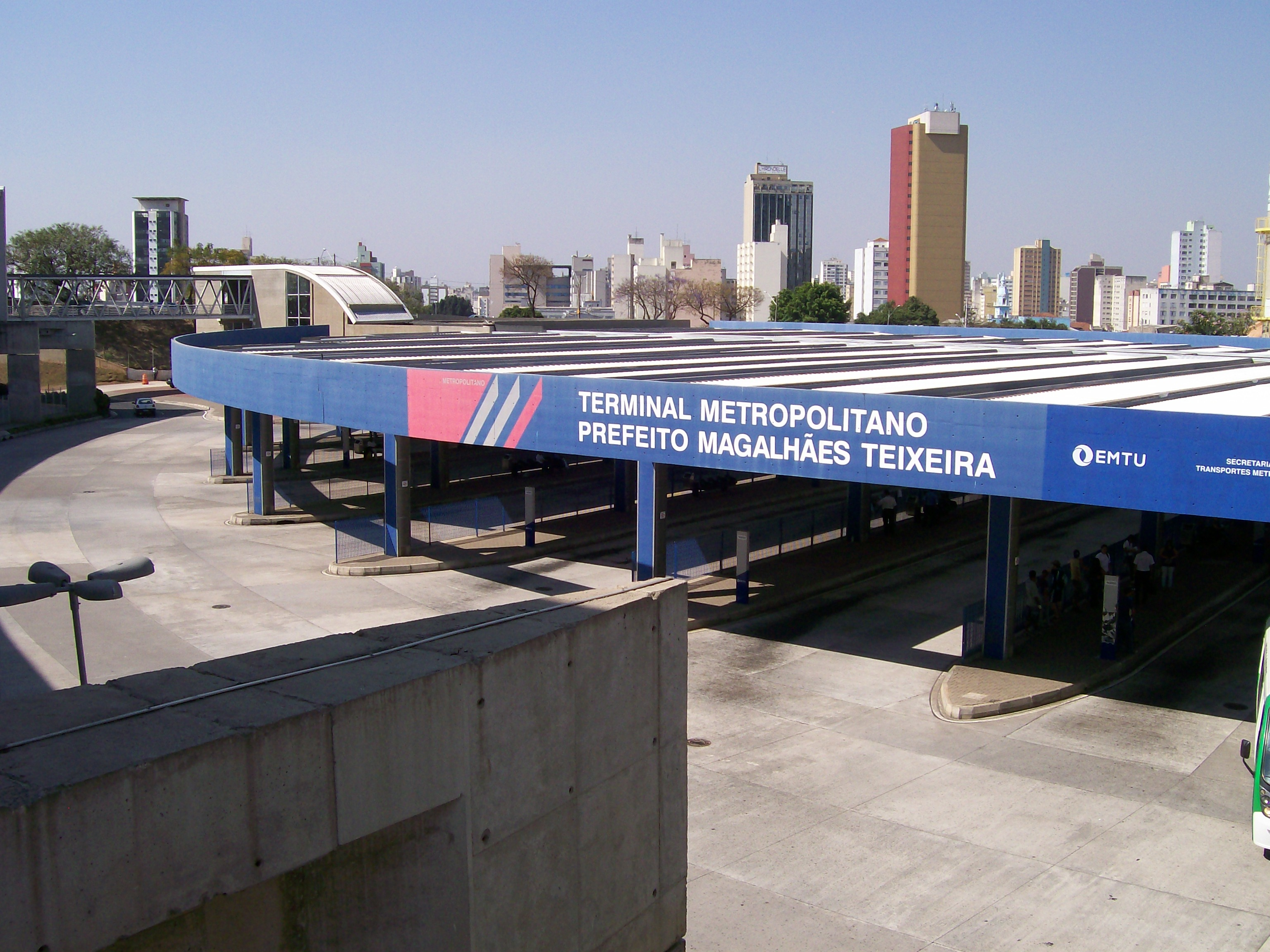
Terminal Metropolitano de Campinas em 2010.

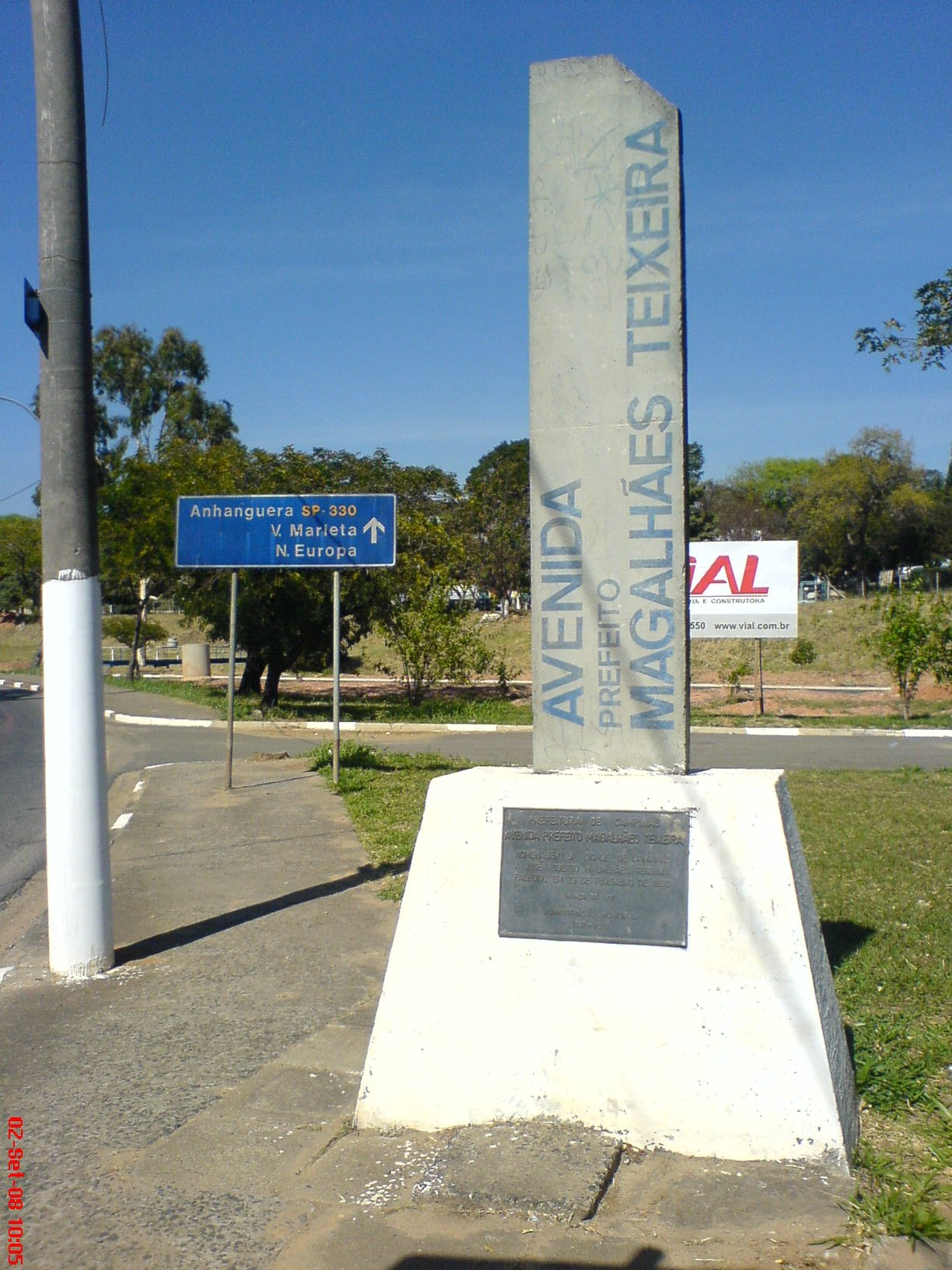
Avenida com nome em homenagem ao ex-prefeito.

Nasceu em Andradas, cidade do sul de Minas Gerais. Era o segundo filho de um total de quatro, de uma família tradicionalmente envolvida na política mineira.
Casou-se com a Sra. Thereza Christina Starace Tavares de Magalhães Teixeira. Deste matrimônio nasceu Gustavo, Henrique e Christiana. Seu segundo filho, Henrique Magalhães Teixeira, percussionista graduado em música pela Centro Universitário das Faculdades Metropolitanas Unidas (FMU), ocupou o cargo de vice-prefeito de Campinas em 2014.
Cirurgião-dentista, cursou odontologia na Pontifícia Universidade Católica de Campinas (SP) entre 1957 a 1961, tendo se destacado neste período por sua participação na política estudantil, chegando a dirigir o centro acadêmico 25 de Outubro e o diretório central dos estudantes (DCE) da PUC.
Em 1966, ingressou no Movimento Democrático Brasileiro (MDB), partido de oposição ao regime militar instaurado no país em abril de 1964. Em 1967 foi eleito vereador em Campinas por este partido, exercendo o mandato entre 1968 e 1973. Neste último ano, tornou-se diretor do Departamento de Educação Física, Esportes e Recreação da Prefeitura Municipal de Campinas, onde permaneceu até 1976. Ainda nesse ano, elegeu-se vice-prefeito de Campinas pelo MDB, na chapa liderada pelo deputado Francisco Amaral. Iniciou seu mandato no início de 1977 e, durante os seis anos de mandato do prefeito, Magalhães assumiria interinamente a administração entre 1979 e 1981. Durante os dois primeiros anos do governo Amaral, Magalhães Teixeira acumulou a vice-prefeitura com a pasta da Cultura. Em novembro de 1978, elegeu-se suplente de senador pelo PMDB para a legislatura 1979-1987.
Descontente com o estilo imprimido por Orestes Quércia à condução do MDB paulista, Magalhães Teixeira liderou, em 1979, uma chapa de oposição que preencheu 30% das vagas do diretório municipal do partido. Logo depois, em novembro de 1979, com o fim do bipartidarismo e a conseqüente reorganização do quadro partidário, Teixeira filiou-se ao Partido do Movimento Democrático Brasileiro (PMDB), agremiação sucessora do MDB, mas as brigas com Quércia continuaram no novo partido.
Presidente da Fundação José Pedro de Oliveira entre 1981 e 1982, em novembro deste último ano disputou a prefeitura de Campinas pelo PMDB, concorrendo com o vereador José Paulo Naccaratto, ex-integrante da Aliança Renovadora Nacional (Arena), partido de apoio ao regime militar, apoiado por Orestes Quércia. Eleito, Teixeira assumiu o cargo em março de 1983. Durante seu mandato, participou do Seminário Internacional sobre Administração Municipal na Fundação Konrad Adenauer, na República Federal da Alemanha (RFA), em 1983. Teve seu mandato prorrogado até 1988, para não haver coincidência das eleições para prefeituras e governos estaduais no pleito de novembro de 1986. A velha rixa com Quércia intensificou-se na campanha para o governo de São Paulo em novembro de 1986, quando Magalhães Teixeira apoiou o empresário Antônio Ermírio de Morais, candidato do Partido Trabalhista Brasileiro (PTB). Contudo, Quércia, lançado pelo PMDB, venceu as eleições.
Em meados de 1988, Magalhães Teixeira foi fundador do Partido da Social Democracia Brasileira (PSDB), agremiação criada por dissidentes do PMDB e, ainda neste ano, tornou-se vice-presidente estadual do PSDB. Embora tenha sido considerado, de acordo com a pesquisa Datafolha, o melhor prefeito do estado de São Paulo, não conseguiu eleger o candidato que apoiava para sua sucessão, que perdeu as eleições de novembro de 1988 para o sindicalista Jacó Bittar, candidato do Partido dos Trabalhadores (PT).
Em outubro de 1990, Magalhães Teixeira concorreu à vaga de deputado federal pelo PSDB, sendo eleito com a quinta maior votação do estado — 136.522 votos, mais de 80% dos quais provenientes de Campinas. Empossado em fevereiro de 1991, foi membro titular da Comissão de Ciência e Tecnologia e Comunicação e Informática e membro da comissão parlamentar destinada a oferecer à mesa estudos e sugestões, objetivando o aperfeiçoamento dos trabalhos administrativos e legislativos da Câmara em 1991.
Na sessão da Câmara dos Deputados de 29 de setembro de 1992, votou a favor da abertura do processo de impeachment do presidente Fernando Collor de Melo, acusado de crime de responsabilidade por ligações com um esquema de corrupção liderado pelo ex-tesoureiro de sua campanha presidencial, Paulo César Farias. Afastado da presidência logo após a votação na Câmara, Collor renunciou ao mandato em 19 de dezembro de 1992, pouco antes da conclusão do processo pelo Senado Federal, sendo efetivado na presidência da República o vice Itamar Franco, que já vinha exercendo o cargo interinamente desde o dia 2 de outubro.
Teixeira permaneceu no cargo de deputado federal por apenas dois anos, uma vez que, em outubro de 1992 elegeu-se novamente prefeito de Campinas, logo no primeiro turno, recebendo 61% do total de votos válidos. Renunciando ao mandato na Câmara, foi substituído por José Aníbal. Empossado na prefeitura em janeiro de 1993, durante sua gestão foi adotada, pela primeira vez numa cidade brasileira, um programa de garantia de renda mínima para complementar os vencimentos de famílias pobres. Pelo projeto, implementado a partir de fevereiro de 1995, a administração municipal comprometia-se a pagar um subsídio mensal a famílias consideradas extremamente carentes, residentes em Campinas no mínimo há dois anos e com filhos frequentando a escola. Essa iniciativa contou com o apoio do senador petista Eduardo Suplicy, um dos introdutores da discussão sobre este programa no Brasil, e serviu de exemplo a outras cidades brasileiras. Amigo de Fernando Henrique Cardoso desde a década de 1960, foi o coordenador de sua campanha vitoriosa à presidência da República no pleito de outubro de 1994, no interior do estado de São Paulo.
Em 1993, como prefeito, Magalhães foi admitido pelo presidente Itamar Franco à Ordem do Mérito Militar no grau de Comendador especial.
Atingiu relevância ao lançar em Campinas, em 1994, o Programa de Renda Mínima, o qual destinava um complemento em dinheiro à renda de famílias consideradas miseráveis (abaixo da linha da pobreza). Para receber o dinheiro, a família inscrita no programa deveria residir em Campinas há pelo menos dois anos, manter os filhos na escola e com bons resultados nos estudos, receber os funcionários da Assistência Social em suas casas periodicamente e frequentar cursos profissionalizantes, entre outras obrigações.
Implantou uma linha telefônica para comunicação direta entre comunidade e prefeitura, o 156. Bastava ligar para o 156 para que cada cidadão pudesse deixar sugestões ou críticas para o prefeito. Incluiu flúor na água tratada que chegava às residências, a fim de melhorar a saúde bucal da população.
Foi relator do projeto que regulamentou a Lei de Franquias no Brasil, dentre outros.
Em novembro de 1995, Magalhães Teixeira recebeu o diagnóstico de câncer de fígado. Desconsiderando a possibilidade de afastar-se do cargo, passou a orientar a prefeitura de Campinas de sua casa, contando com um conselho de governo e com o vice-prefeito Edivaldo Orsi (PSDB) para cuidar das questões administrativas rotineiras.
Faleceu no exercício de seu segundo mandato como prefeito de Campinas, aos 58 anos, em decorrência de uma parada cardiorrespiratória, resultante do agravamento de seu quadro de saúde devido a um câncer no fígado.
O anel viário em torno de Campinas recebeu o nome Rodovia José Roberto Magalhães Teixeira em sua homenagem. Em 2010 o Terminal Metropolitano ao lado do Terminal Multimodal de Campinas também recebeu o seu nome.